# Theloderma kwangsiense
Theloderma kwangsiense är en groddjursart som beskrevs av Liu och Hu 1962. Theloderma kwangsiense ingår i släktet Theloderma och familjen trädgrodor. IUCN kategoriserar arten globalt som otillräckligt studerad. Inga underarter finns listade i Catalogue of Life.